# Florae Fluminensis
Florae Fluminensis (abreviado Fl. Flumin.) es un libro con ilustraciones y descripciones botánicas que fue escrito por el religioso y botánico brasileño José Mariano da Conceição Vellozo. Fue editado el año 1825 y distribuido en el año 1829, con el nombre de Florae Fluminensis: seu Descriptionum plantarum praefectura Fluminensi sponte nascentium liber primus ad systema sexuale concinnatus / Augustissimae dominae nostrao per manus ill. mi ae ex. mi ... Aloysii de Vasconcellos & Souza Brasilae pro-regis quarti ... ; sistit fr. Josephus Marianus a Conceptione Vellozo ... 1790. Flumine Januario.